# 分貝人生
《分貝人生》（英語：Shuttle Life），是一部於2017年上映的社會寫實電影。由張艾嘉、陳澤耀、陳彥雯領銜主演，馬來西亞於2017年10月12日上映，台灣於2017年12月1日上映。本片入圍第54屆金馬獎最佳新導演獎及最佳攝影獎。

## 演員列表

### 主要演員
| 演員姓名 | 角色名稱    | 介紹 |
| 張艾嘉   | 吳立君      | 阿強的媽媽，患有精神病 |
| 陳澤耀   | 鍾自強/阿強 | 无业，家境贫寒，过着贫困的生活，因为鍾惠珊车祸死去想要领取尸体，但因为惠珊没有出生证明而无法领取其尸体，因此需要筹钱做假的出生证明 |
| 陳彥雯   | 鍾惠珊      | 阿強的妹妹，后车祸死去 |

### 其他演員
| 演員姓名 | 角色名稱 | 介紹       |
| 葉朝明   | 阿飛     | 阿強的好友 |
| 劉界輝   | 爆頭     | 阿強的好友 |
| 顏薇恩   | 小川     | 義工       |

## 電影歌曲
| 曲别   | 歌名 | 演唱者 | 作詞   | 作曲    |
| 主題曲 | 漂流 | 車志立 | 管啟源 | Onn San |

## 獲獎與提名

### 金馬獎
| 年份 | 獲提名 | 獎項       | 結果 |
| ---- | ------ | ---------- | ---- |
| 2017 | 陳勝吉 | 最佳新導演 | 提名 |
| 2017 | 陳克勤 | 最佳攝影   | 提名 |

### 上海国际电影节亚洲新人奖
| 年份 | 獲提名   | 獎項       | 結果 |
| ---- | -------- | ---------- | ---- |
| 2017 | 分貝人生 | 最佳影片   | 獲獎 |
| 2017 | 陈胜吉   | 最佳导演   | 提名 |
| 2017 | 陈泽耀   | 最佳男演员 | 獲獎 |
| 2017 | 陳克勤   | 最佳攝影   | 獲獎 |

### 2017中國 - 東盟電影節
| 年份 | 獲提名 | 獎項       | 結果 |
| ---- | ------ | ---------- | ---- |
| 2017 | 陳澤耀 | 最佳男演員 | 獲獎 |

### 第二屆馬來西亞金環獎
| 年份 | 獲提名   | 獎項       | 結果 |
| ---- | -------- | ---------- | ---- |
| 2017 | 分貝人生 | 觀眾票選獎 | 獲獎 |

### 2017多伦多国际电影节探索单元
| 年份 | 獲提名   | 獎項     | 結果 |
| ---- | -------- | -------- | ---- |
| 2017 | 分貝人生 | 探索单元 | 提名 |

### 2018金海鸥奖
| 年份 | 獲提名   | 獎項         | 結果 |
| ---- | -------- | ------------ | ---- |
| 2017 | 分貝人生 | 一带一路奖项 | 獲獎 |

## 外部連結
- 分貝人生的Facebook專頁
- 豆瓣电影上《分貝人生》的資料 （简体中文）
- AllMovie上《分貝人生》的资料（英文）
- 时光网上《分貝人生》的資料（简体中文）
- 香港影庫上《分貝人生》的資料（繁體中文）
- 開眼電影網上《分貝人生》的資料（繁體中文）
- 雅虎香港電影上《分貝人生》的資料（繁體中文）
- Yahoo奇摩電影上《分貝人生》的資料（繁體中文）
- 互联网电影数据库（IMDb）上《分貝人生》的资料（英文）